# كونور ستيفنسون
كونور ستيفنسون (بالإنجليزية: Connor Stevenson)‏ (23 أغسطس 1992 في المملكة المتحدة - ) هو لاعب كرة قدم بريطاني في مركز الوسط. لعب مع نادي كلايد ونادي ألبيون روفرز وVale of Clyde F.C. ‏.

## وصلات خارجية
- كونور ستيفنسون على موقع قاعدة بيانات كرة القدم.إي يو (الإنجليزية)
- كونور ستيفنسون على موقع Soccerbase.com (لاعب) (الإنجليزية)